# Boshinkriget

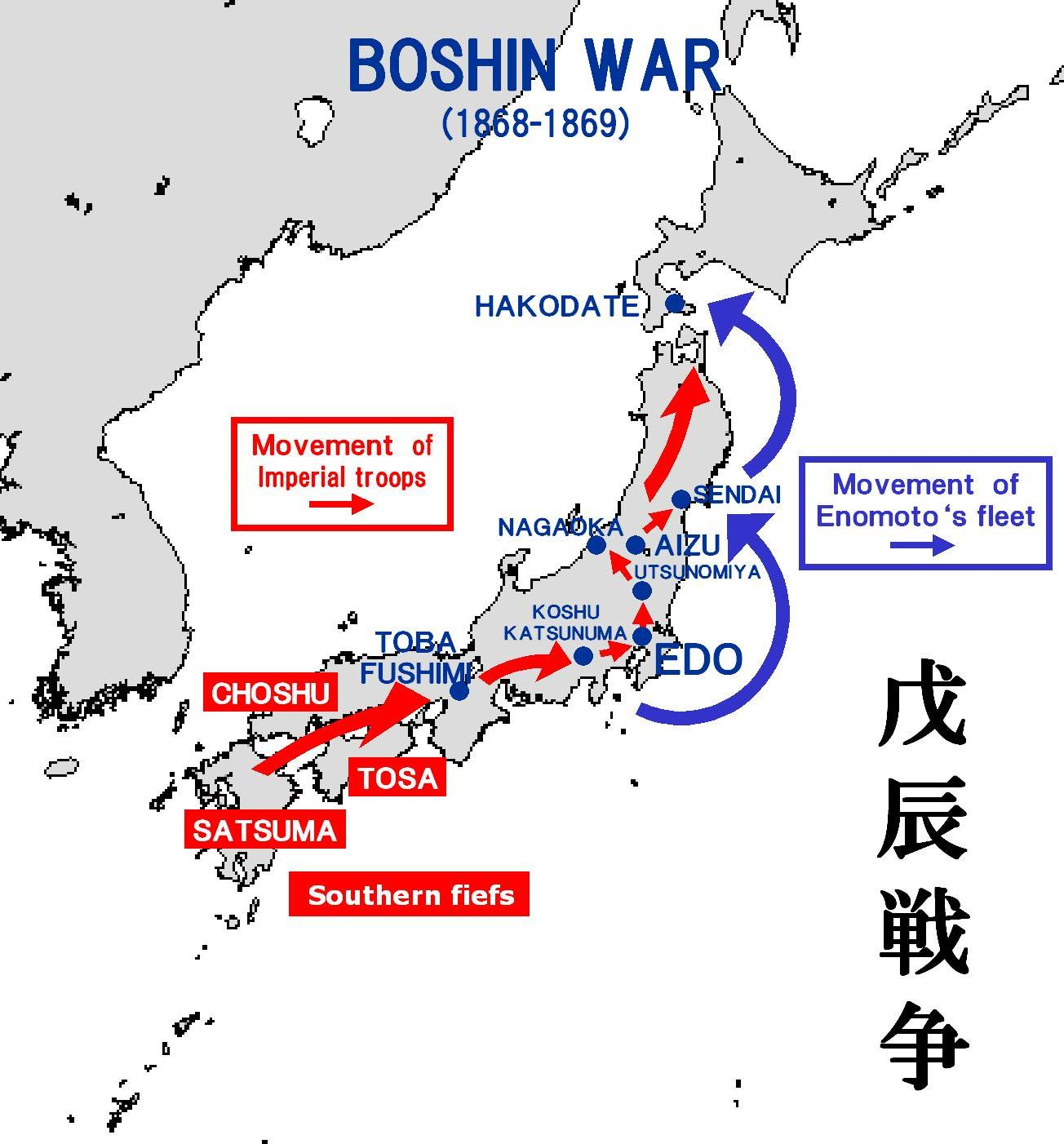
Kampanjkarta över boshinkriget (1868-1869). De södra områdena Satsuma, Chōshū och Tosa (rött) gick tillsammans för att besegra shogunstyrkorna vid Toba-Fushimi, för att sedan progressivt ta kontroll över resten av Japan fram till den slutgiltiga brytningen på den norra ön Hokkaidō.

Boshinkriget (戊辰戦争 Boshin Sensō?,  "Drakens års krig") var ett inbördeskrig i Japan, som ägde rum mellan 1868 och 1869, mellan Tokugawashogunatets styrkor och de som försökte återföra den politiska makten till Japans kejsare. Kriget hade sitt ursprung hos många adliga, unga samurajers missnöje med shogunatets behandling av utlänningar efter Japans öppnande föregående årtionde. En allians av samurajer från södern och tjänstemän försäkrade sig om den unge kejsaren Meijis stöd, som förklarade det tvåhundraåriga shogunatet upplöst.